# Seroa
Seroa is een plaats (freguesia) in de Portugese gemeente Paços de Ferreira en telt 3661 inwoners (2001).